# 岡田真那美
岡田 真那美（おかだ まなみ、1998年4月29日 - ）は、日本の女子バスケットボール選手である。ポジションはシューティングガード。Wリーグの東京羽田ヴィッキーズ所属。

## 来歴
愛知県出身。
安城学園高校でウィンターカップベスト4となり、愛知学泉大でインカレ準優勝。
2021年、トヨタ紡織サンシャインラビッツにアーリーエントリーを経て加入。
2023年、トヨタ紡織を退団。東京羽田ヴィッキーズに移籍。